# Андагра чорногорла

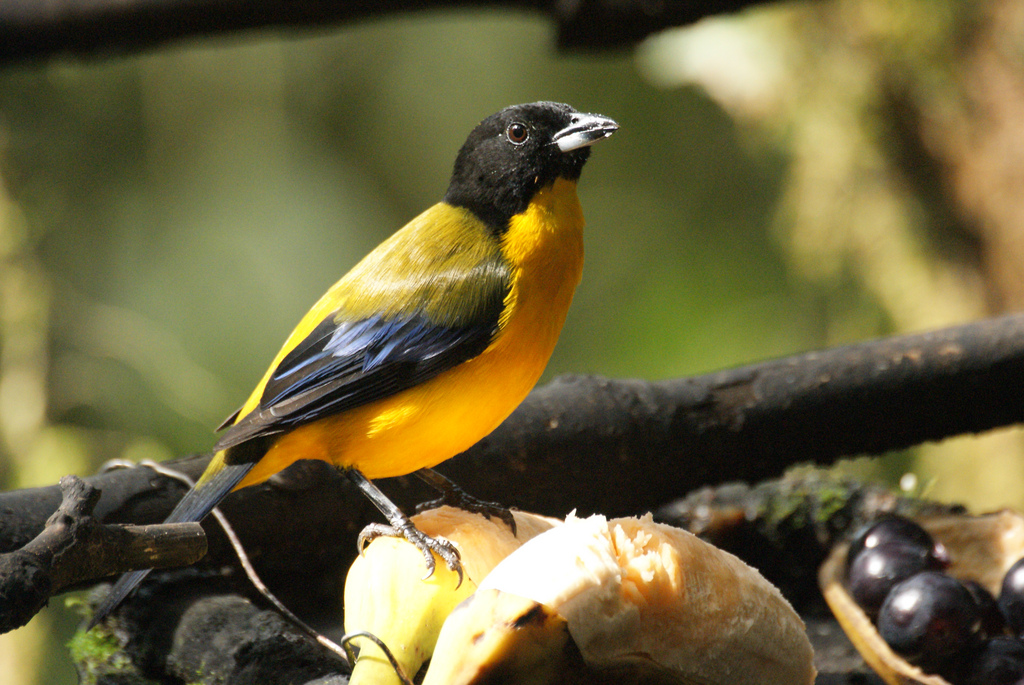
Чорногорла андагра

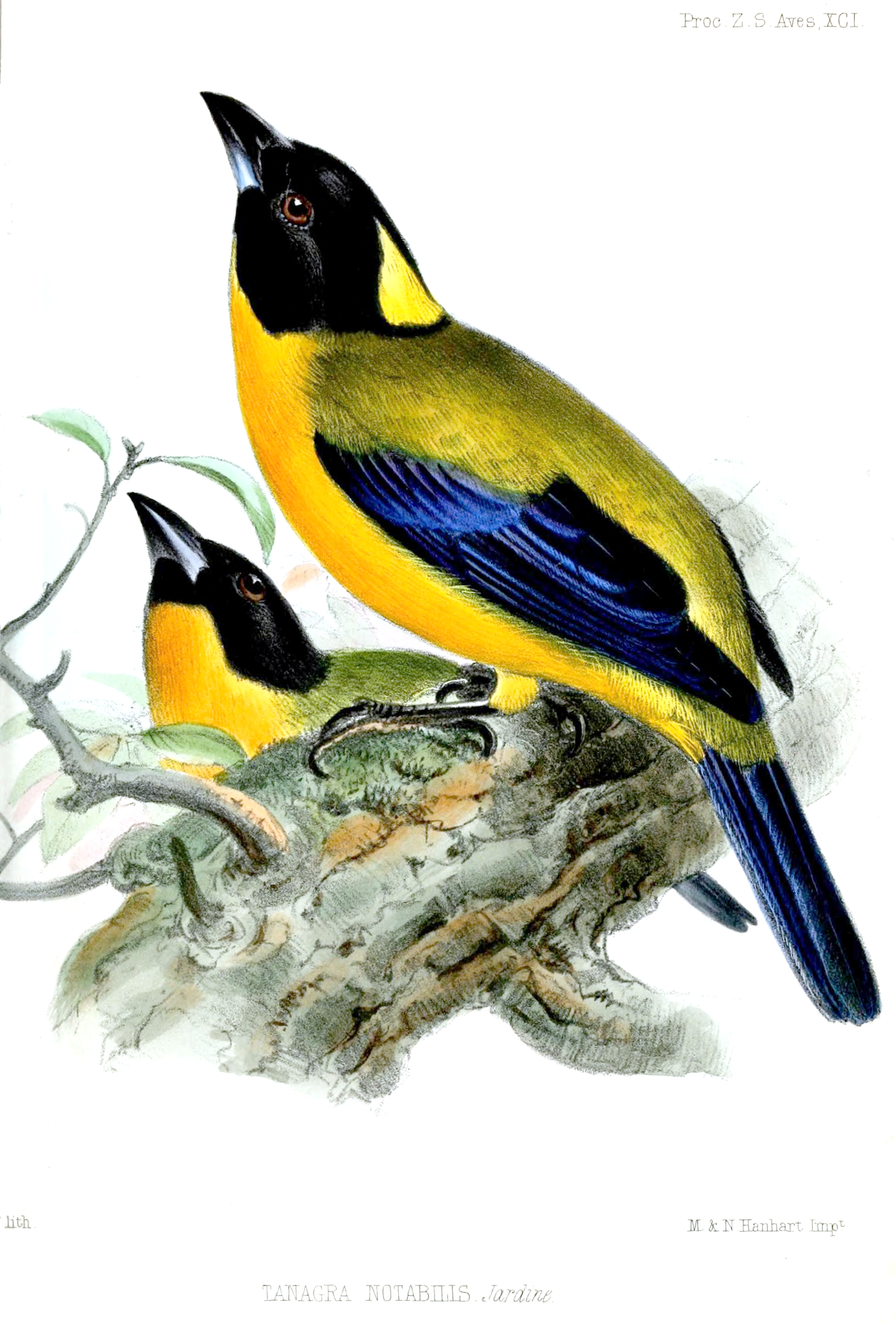
Чорногорла андагра

Анда́гра чорногорла (Anisognathus notabilis) — вид горобцеподібних птахів родини саякових (Thraupidae). Мешкає в Колумбії і Еквадорі.

## Поширення і екологія
Чорногорлі андагри мешкають на західних схилах Анд в Колумбії (від Чоко на південь до Нариньйо) та на північному заході Еквадору (на південь до Котопахі). Вони живуть у вологих гірських тропчних лісах та на узліссях. Зустрічаються на висоті від 900 до 2200 м над рівнем моря.